# Leptotarsus (Longurio) basuticanus
Leptotarsus (Longurio) basuticanus is een tweevleugelige uit de familie langpootmuggen (Tipulidae). De soort komt voor in het Afrotropisch gebied.